# Kit Carson

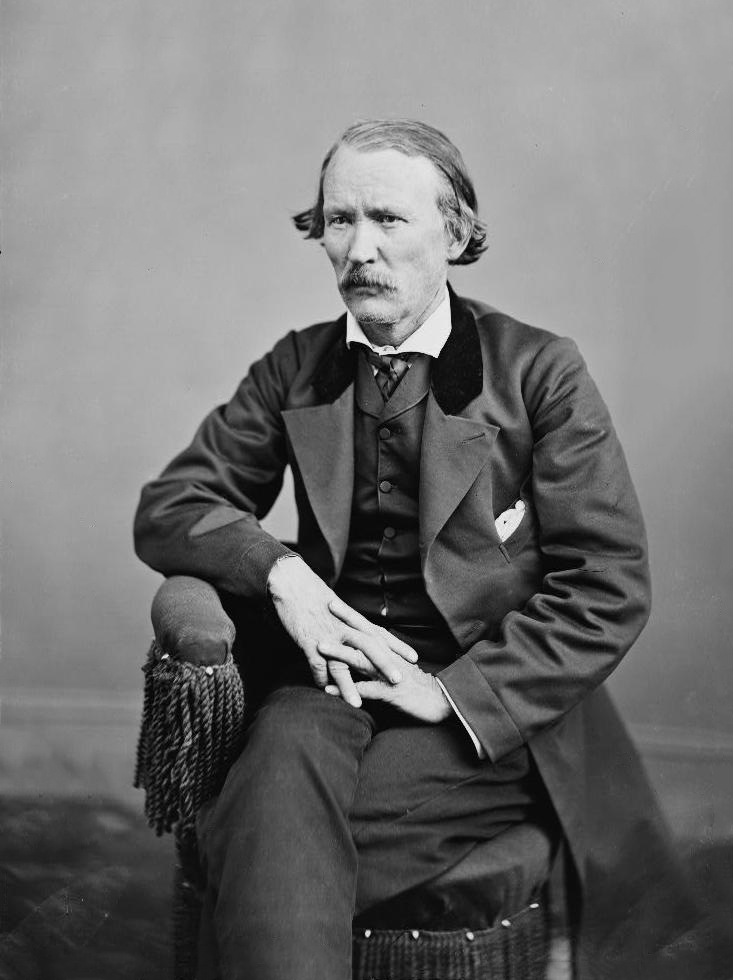
Kit Carson

Christopher Houston "Kit" Carson (24 tháng 12 năm 1809 – 23 tháng 5 năm 1868) là một người nổi tiếng trong lịch sử thời khai phá của Hoa Kỳ. Ông tham gia nhiều cuộc thám hiểm khai phá và mở rộng lãnh thổ bắc Mỹ. Ông từng là thợ săn, làm do thám dẫn đường cho các cuộc thám hiểm, tham gia nội chiến Hoa Kỳ, nhưng nổi tiếng nhất trong trận đánh dân da đỏ Mỹ tại Navajo.

## Thời niên thiếu
Kit Carson sinh tại quận Madison, Kentucky nhưng gia đình dọn về Franklin, Missouri khi ông hai tuổi. Cha ông là Lindsey Carson, một nông dân gốc Scotland - Ireland, từng tham gia Cách mạng Hoa Kỳ. Lindsey có hai vợ và 15 con, 5 của vợ cả, Kit là một trong 10 người con của vợ hai. Gia đình Carson rất thân thiết với gia đình thợ săn nổi tiếng Daniel Boone.
Lindsey bị cây đổ đè chết khi Kit Carson mới 7 tuổi và gia đình bị túng thiếu, nghèo đói. Kit phải bỏ học đi làm nông trại và học nghề săn bắn. Khi 14 tuổi, ông học làm yên ngựa và qua đó liên hệ với nhiều tay thợ săn và các tay chuyên bẫy thú. Năm ông 16, Kit trốn theo đoàn người di cư đổ về Santa Fe, chăm nom ngựa và bò cho đoàn xe này. Trong những năm 1826-1827, ông theo bạn của cha là Matthew Kinkead học nghề săn bẫy thú lấy để da và lông đem bán. Ông cũng học thêm tiếng Tây Ban Nha và nhiều thứ tiếng của dân bản địa châu Mỹ.

## Thợ săn và bẫy thú
Mùa xuân năm 1829, Carson đi cùng nhóm thợ săn vào vùng sông Gila của bộ lạc người Apache để bẫy thú. Nhóm thợ bẫy thú bị dân da đỏ tấn công nhiều lần. Trong một cuộc đụng độ, Carson, lần đầu tiên trong đời, bắn chết một người da đỏ.
Năm 1835, khi ông 24 tuổi, Carson họp trại vùng Wyoming và yêu một người đàn bà tên Waa-Nibe (Gió Biết Hát) của bộ lạc dân Arapahoe gần đó. Một người thợ săn gốc Pháp - Canada tên Joseph Chouinard muốn tranh giành tình yêu và hai người cưỡi ngựa bắn nhau tay đôi. Chouinard bắn hụt và bị Carson bắn đứt ngón tay cả. Vụ này gây tiếng vang trong bọn thợ săn, nhưng đối với Carson là một điều đáng tiếc.
Carson yêu nhất quãng đời làm nghề bẫy thú. Ông làm việc tại công ty Hudson Bay Company và theo tay khai phá Jim Bridger đi săn bắt hải ly để lấy da bán, đồng thời khai phá các lãnh thổ mới (ngày nay là Colorado, Utah, Wyoming, Idaho, và Montana). Năm 1837 con gái đầu lòng của Kit Carson tên Adeline ra đời. Nhưng vợ ông chết năm sau đó.
Vào lúc này, kinh kế Mỹ suy sụp. Ngành bán da hải ly thua lỗ. Kit phải đổi sang nghề thợ săn. Năm 1841 ông lầy vợ thứ nhì, người dân Cheyenne nhưng bà này bỏ ông theo về bộ lạc của bà. Năm 1842 ông hỏi cưới bà Josefa Jaramillo của một gia đình khá giả người xứ Taos, New Mexico. Theo yêu cầu của gia đình này ông đổi theo đạo Công giáo. Năm 1843, Kit 34 tuổi cưới Josefa 14 tuổi làm vợ thứ ba, sanh được 8 người con. Dòng dõi của ông hiện nay còn ở vùng Arkansas Valley thuộc Colorado.